# Świecka szkoła
„Świecka szkoła” – polska obywatelska inicjatywa ustawodawcza o zniesieniu finansowania religii z budżetu państwa, której inicjatorami w 2015 r. byli Leszek Jażdżewski i Katarzyna Lubnauer. Akcja miała na celu złożenie w Sejmie RP projektu ustawy, w której państwo nie będzie finansowało lekcji religii w polskich szkołach.
Publiczna zbiórka podpisów w całej Polsce trwała 2,5 miesiąca, od 17 lipca 2015 do października 2015 r.. Zebrano wymagane 100 tys. podpisów. Najwięcej głosów poparcia zdobyto w dużych miastach, m.in. w Warszawie, Krakowie, Łodzi, Gdańsku i Katowicach. Inicjatywę wsparli m.in: Dariusz Michalczewski, Maciej Nowak, Krzysztof Pieczyński, Manuela Gretkowska, Barbara Nowacka, Wanda Nowicka, Kazimiera Szczuka, Robert Biedroń i Krystian Legierski.
Po pierwszym czytaniu w Sejmie projekt skierowano do dalszych prac w Komisji Edukacji, Dzieci i Młodzieży. W 2019 r. jej przewodniczący Rafał Grupiński (Platforma Obywatelska) podczas wywiadu stwierdził, że „Sejm wymagałby nieco innego składu osobowego, żeby w ogóle móc na ten temat dyskutować, dlatego że (…) nie ma większości, żeby ten projekt w ogóle przeszedł. Szkoda tych podpisów…”.
Do inicjatywy ustawodawczej odniósł się Przewodniczący Komisji Wychowania Katolickiego KEP, wskazując że jej przyjęcie skutkowałoby zmarginalizowaniem religii i etyki oraz prowadziło do sporu religijnego.